# World Series of Poker 1970

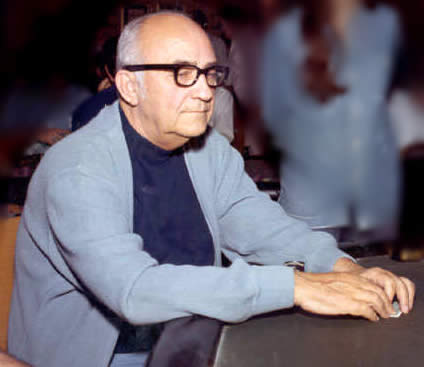
Johnny Moss (1974)

Die World Series of Poker 1970 war die erste Austragung der Poker-Weltmeisterschaft und fand am 8. Mai 1970 im Binion’s Horseshoe in Las Vegas statt.

## Modus
Im Gegensatz zu den folgenden Turnierserien, die durch ein Freeze-Out-Turnier entschieden wurden, wurde der Sieger 1970 durch eine Abstimmung gewählt. Jack Binion lud die sieben besten Pokerspieler Amerikas in sein Binion’s Horseshoe in Las Vegas ein, um zu entscheiden, wer Amerikas bester Pokerspieler war. Johnny Moss wurde von Thomas Preston, Brian Roberts, Doyle Brunson, Walter Pearson, Crandall Addington und Carl Cannon zum besten Pokerspieler der Welt gewählt. Er erhielt dafür einen Silberpokal, der mit einem Bracelet gleichzusetzen ist.